# Dorcadion nikolaevi
Dorcadion nikolaevi es una especie de escarabajo longicornio de la subfamilia Lamiinae. Fue descrita científicamente por Danilevsky en 1995.
Se distribuye por Kazajistán. Mide 12,6-17 milímetros de longitud. El período de vuelo ocurre en los meses de abril y mayo.